# 8. pehotni polk (Italija)
8. pehotni polk Cuneo (izvirno italijansko 8º Reggimento fanteria) je bil pehotni polk Kraljeve italijanske kopenske vojske.

## Zgodovina
Polk je sodeloval na soški fronti prve svetovne vojne in v drugi italijansko-abesinski vojni; med drugo svetovno vojno je bil polk nastanjen v Franciji in v Grčiji.